# Луховицький міський округ
Луховицький район — адміністративно-територіальна одиниця і муніципальне утворення на південному сході Московської області Росії.
Адміністративний центр — місто Луховиці. Голова — Барсуков Володимир Миколайович .

## Географія
Площа району становить 1282,53 км² . Район межує з Зарайським, Озерським, Коломенський і Єгор'євським районами Московської області, а також з Рибновським районом Рязанської області.
Основна річка — Ока. Район поділений Окою на дві приблизно рівні частини. Що знаходиться на лівому березі Оки половина району розташована в Мещерській низовині.

## Економіка
В районі діє «Луховицький машинобудівний завод», що виробляє авіаційну техніку; Луховицька швейна фабрика; молочний, борошномельний і консервний заводи.